# フロンタウン生田
フロンタウン生田（フロンタウンいくた）は、神奈川県川崎市多摩区生田にあるスポーツ施設。冠スポンサーによりAnker フロンタウン生田（アンカー・フロンタウンいくた）の名称が用いられている。

## 概要
市内をホームタウンとする川崎フロンターレへ指定管理者として運営が委託され、名称にフロンターレにちなんだ「フロンタウン」が冠せられている施設の一つ。
元々あった生田浄水場用地の有効利用を図るため、「生田浄水場用地の有効利用に関する整備計画」において、市民がスポーツ活動で健康づくりに取組む場所を作る為の用地借受事業者を募集した所、川崎フロンターレが選定された。
一般市民も利用可能な首都圏最大級の総合スポーツ施設であると同時に、周辺地域の防災拠点という役割も担っており、開発構想段階から近接する明治大学生田キャンパスの明治大学理工学部都市計画研究室らと連携の上、まちづくりや都市防災などの観点から検討が重ねられ、明大研究室で作成された施設全体の模型は、川崎フロンターレ「2022ファン感謝デー」のイベントなどで披露され、将来的にはフロンタウン生田内で展示される予定である。
面積は東京ドームよりも広い約48,000㎡にもなり、サッカーコートでいうと6.7面分。この中にグラウンドはもちろん、クラブハウス、テニスコート、アリーナ、そして学童保育施設など様々な施設が集まっている。
サッカー場は夜間での利用や大会開催も可能であり、ロングパイル人工芝の充填材にはココヤシやコルクなどの環境にやさしい自然素材が使われている。グラウンドの水はけをよくする排水管には廃ペットボトルを再利用したものが使われているため、暑さ対策としてミスト設備も埋設されて利用者にも優しいグラウンドになっている。また、施設内は省エネルギーや周辺環境・バリアフリーへの配慮なども行われており、震災時には一時避難場所としての機能も果たす。
違う注目点は生田ふれあい広場にあるインクルーシブ遊具エリア。インクルーシブとは「あらゆる人々を受け入れた」という意味を持つ。つまり、このインクルーシブ遊具は、あらゆる人々が楽しむことができる、すなわち、障がいを持つ人もそうでない人も、みんなが楽しく遊べる遊具であり、滑り台を滑ったり、回転する遊具に乗ったり、体を動かして遊ぶだけでなく、音を聞いたり、手で操作したり、様々な感覚を使って楽しむことが出来るという意味である。
川崎フロンターレのアカデミー生の練習、高円宮杯 JFA U-18サッカープレミアリーグの試合、川崎ブレイブサンダースのアカデミー生の練習、スクールなどに使われている。また、明治大学の公認団体がグラウンドやアリーナなどの施設を利用すると共に、イベント等での連携・交流が進められている他、ラクロスなどの大学公式戦などでも使用されている。
施設利用の際は公式ウェブサイトの予約フォームから事前申請が必要。

## 施設

### サッカー場
- Ankerフィールド - 照明付きのロングパイル人工芝コートで約150名対応の観覧席も設置可能。
- Nebulaフィールド - 照明付きのロングパイル人工芝コート。

### テニス場
- Eufy アウトドアテニスコート / Eufy - インドアテニスコートコートレンタルのほかに一般コース、ジュニアコースのスクール、プライベートレッスンを開催。

### 屋外広場
- 生田多目的広場 - 利用には団体単位の予約が必要だが、予約がない時間帯は誰でも自由に遊ぶ事が可能。
- 生田ふれあい広場 - 震災時には、一時避難場所として利用する事ができ、開設不要型応急給水拠点やマンホールトイレも備えてある。

### 屋内施設
- スタジオA（140㎡）- 各種スポーツ教室、イベント時の更衣室、控室など多目的に利用できるスペースです。
- スタジオB（80㎡）- 各種スポーツ教室、イベント時の更衣室、控室など多目的に利用できるスペースです。
- Soundcoreアリーナ - フットサル、バスケットボール、バレーボール利用可能。
- クラブハウス - アカデミー生の施設の他に更衣室、シャワー室、ミーティングルームがある。

### その他
- テナントゾーン - 保育学童施設「キッズ大陸フロンタウン生田園」、スポーツクリニックなどを開業（別料金）。
- 自販機

### 駐車場
- 駐車場 - 101台（北口の正門側から入る利用者用の駐車場で、車椅子を利用の人向けスペースも2台分あり）
- バイク専用駐輪場 - 駐車場内 9台、南側駐輪場内 11台
- 駐輪場 - 北側50台、南側84台

## 交通
- 電車
  - JR南武線「中野島駅」から徒歩約15分
  - 小田急小田原線「生田駅」から徒歩約15分
- 自動車、バイク
  - 府中街道から車で来場される場合はドコモショップのある交差点から入庫（土渕交差点からの進入は禁止）。